# Tupadly (district de Mělník)
Pour les articles homonymes, voir Tupadly.
Tupadly (en allemand : Tupadl) est une commune du district de Mělník, dans la région de Bohême-Centrale, en Tchéquie. Sa population s'élevait à 138 habitants en 2020.

## Géographie
Tupadly se trouve à 8 km à l'est de Štětí, à 10 km au nord de Mělník et à 41 km au nord de Prague.
La commune est limitée par Štětí au nord-ouest, par Medonosy au nord, par Vidim à l'est, par Želízy à l'est et au sud, et par Liběchov à l'ouest.

## Histoire
La première mention écrite de la localité date de 1547.